# Pratapgarh (huyện)
Huyện Pratapgarh là một huyện thuộc bang Uttar Pradesh, Ấn Độ. Thủ phủ huyện Pratapgarh đóng ở Pratapgarh. Huyện Pratapgarh có diện tích 3717 ki lô mét vuông. Đến thời điểm năm 2001, huyện Pratapgarh có dân số 2727156 người.